# Saint-Marcel-Paulel
Saint-Marcel-Paulel település Franciaországban, Haute-Garonne megyében. Lakosainak száma 481 fő (2022. január 1.). Saint-Marcel-Paulel Bonrepos-Riquet, Gragnague, Lavalette, Saint-Pierre és Verfeil községekkel határos.

## Népesség
A település népessége az elmúlt években az alábbi módon változott:
| Lakosok száma | 213  | 277  | 345  | 438  | 418  | 397  | 404  | 436  | 439  | 481  |
|               | 1968 | 1982 | 1990 | 2006 | 2013 | 2015 | 2017 | 2019 | 2020 | 2022 |